# Sarrià (possessió)
Sarrià és una possessió i antiga cavalleria de Palma situada a Establiments, entre les possessions de Bunyolí, Es Canyar, Son Llabrés i Son Bauçà.
És documentada en el 1245 sota alou de l'Església de Mallorca. A mitjan segle xiv era dels Burguet. Segons la Història de Mallorca de Joan Dameto, produïa un dels millors olis i olives pansides de tot Mallorca.
El 1457 era de Joan Armadans i els segles següents va passar dels Berard als Llabrés fins ben entrat el segle xviii.
La finca tenia olivars, tafona i botiga d'oli; garrovers, figuerals, ametllers i conreu de cereals. Les pastures s'arrendaven i hi havia una guarda d'entre 200 i 300 ovelles. A més, tenia dos horts, un alzinar d'on treure carbó i accés a l'aigua de la font de Son Llabrés.
Tot això la situa en primer lloc de les possessions més valorades del terme municipal de Palma i els seus voltants.
Durant la segona meitat del segle xix la finca fou de la família Armengol i finalment fou cedida com a obra pia al Bisbat de Mallorca que la subhastà. Ja al segle XX la finca fou adquirida per la família Guasp que dividí les aproximadament 700 quarterades en tres parts.